# Saint-Valérien (Vandea)
Saint-Valérien è un comune francese di 501 abitanti situato nel dipartimento della Vandea nella regione dei Paesi della Loira.

## Società

### Evoluzione demografica
Abitanti censiti